# Lactarius aquizonatus
Lactarius aquizonatus é um fungo que pertence ao gênero de cogumelos Lactarius na ordem Russulales. Encontrado na Europa, foi descrito cientificamente por Kytövuori em 1984.